# Пи-Џеј Харви
Поли Џин Харви (енгл. Polly Jean Harvey; Бридпорт, 9. октобар 1969) је енглеска музичарка, књижевница и композиторка.
Првобитно је позната по вокалу, али она уме да свира широк спектар инструмената. 
Она је своју каријеру започела 1988. године када се придружила локалном бенду Automatic Dlamini где је свирала саксофон и гитару али је и певала. Фронтмен групе, Џон Париш, постао је њен дугогодишњи сарадник. Године 1991, формирала је истоимени трио и потом започела своју професионалну каријеру. Трио је издао два студијска албума: Dry (1992) и Rid of Me (1993) пре распуштања, након чега је Поли наставила као соло уметница. Од 1995. објавила је још девет студијских албума са сарадњама разних музичара, укључујући Ника Кејва.
PJ Harvey је примљена у ред Британског царства јуна 2013. године. 
Добила је почасни докторат од стране лондонског универзитета Голдсмитс у области музике.

## Дискографија
- (1992)
- (1993)
- (1993)
- (1995)
- (са Џоном Паришем) (1996)
- (1998)
- (2000)
- (2004)
- (2006)
- (2007)
- (са Џоном Паришем) (2009)
- (2011)
- (2016)
- I Inside the Old Year Dying (2023)

## Награде и номинације
| Година | Награда  | Категорија                        | Номиновано дело | Исход      |
| ------ | -------- | --------------------------------- | --------------- | ---------- |
| 1993.  | Меркјури | Албум године                      |                 | Номинација |
| 1995.  | Меркјури | Албум године                      |                 | Номинација |
| 1996.  | Греми    | Најбољи албум алтернативне музике |                 | Номинација |
| 1999.  | Греми    | Најбољи албум алтернативне музике |                 | Номинација |
| 2001.  | Меркјури | Албум године                      |                 | Освојено   |
| 2001.  | Кју      | Најбољи албум                     |                 | Номинација |
| 2002.  | Греми    | Најбољи рок албум                 |                 | Номинација |
| 2005.  | Греми    | Најбољи албум алтернативне музике |                 | Номинација |
| 2011.  | Меркјури | Албум године                      |                 | Освојено   |
| 2011.  | Кју      | Најбољи женски извођач            | —               | Номинација |
| 2011.  | Кју      | Албум године                      |                 | Номинација |
| 2016.  | Кју      | Најбољи соло извођач              | —               | Номинација |
| 2016.  | Кју      | Најбољи спот                      |                 | Освојено   |
| 2017.  | Греми    | Најбољи албум алтернативне музике |                 | Номинација |